# ويليام غان
ويليام غان (بالإنجليزية: William Gunn)‏ هو لاعب كريكت ولاعب كرة قدم بريطاني (وحمل سابقاً جنسية المملكة المتحدة لبريطانيا العظمى وأيرلندا) في مركز الهجوم، ولد في 4 ديسمبر 1858، وتوفي في 29 يناير 1921. شارك مع منتخب إنجلترا للكريكت.

## معرض صور

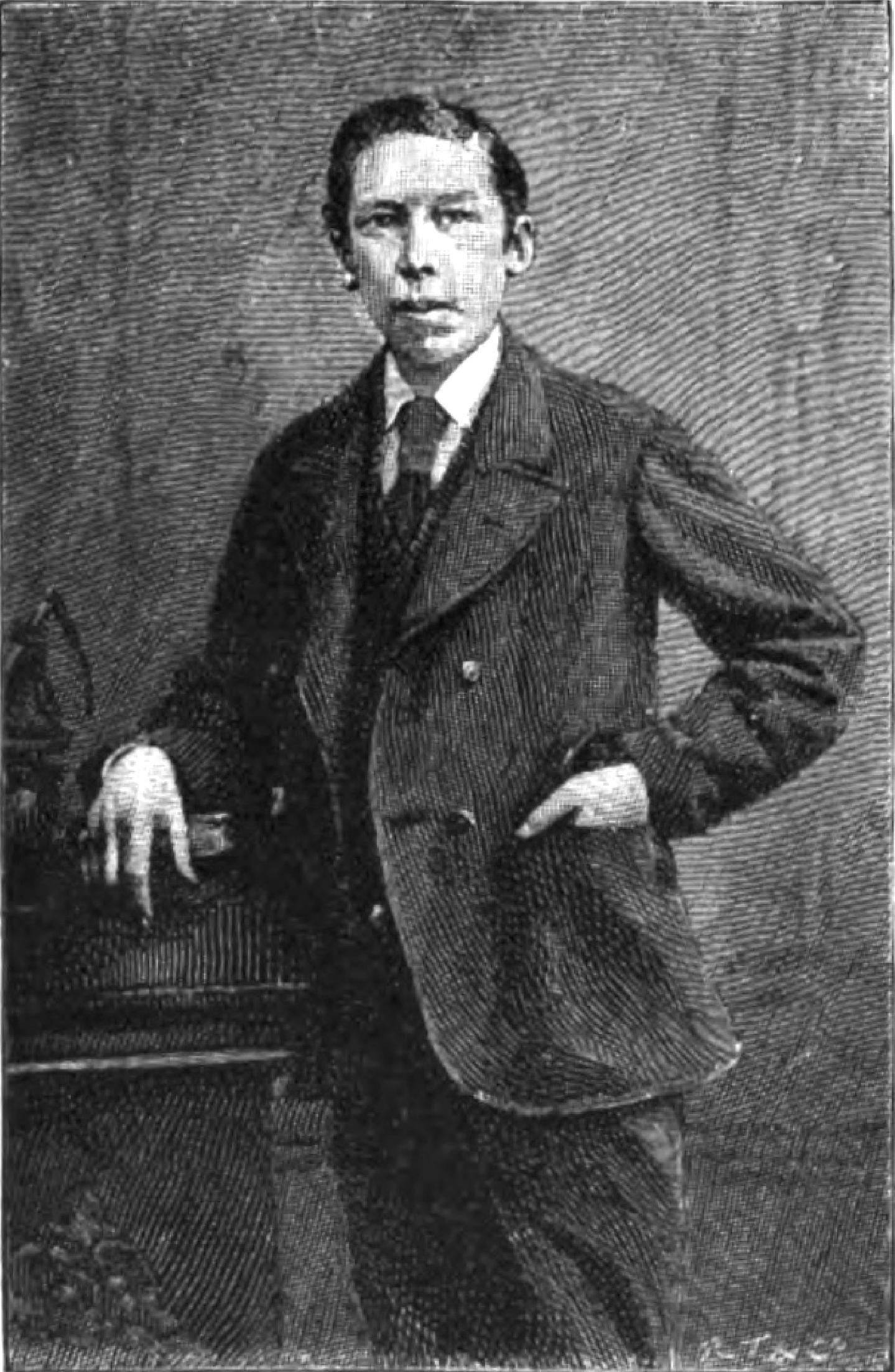
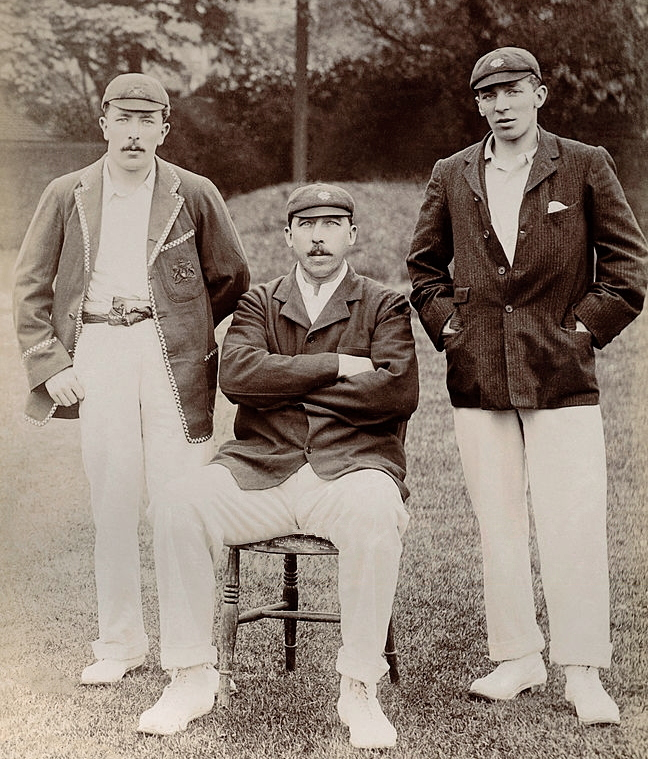
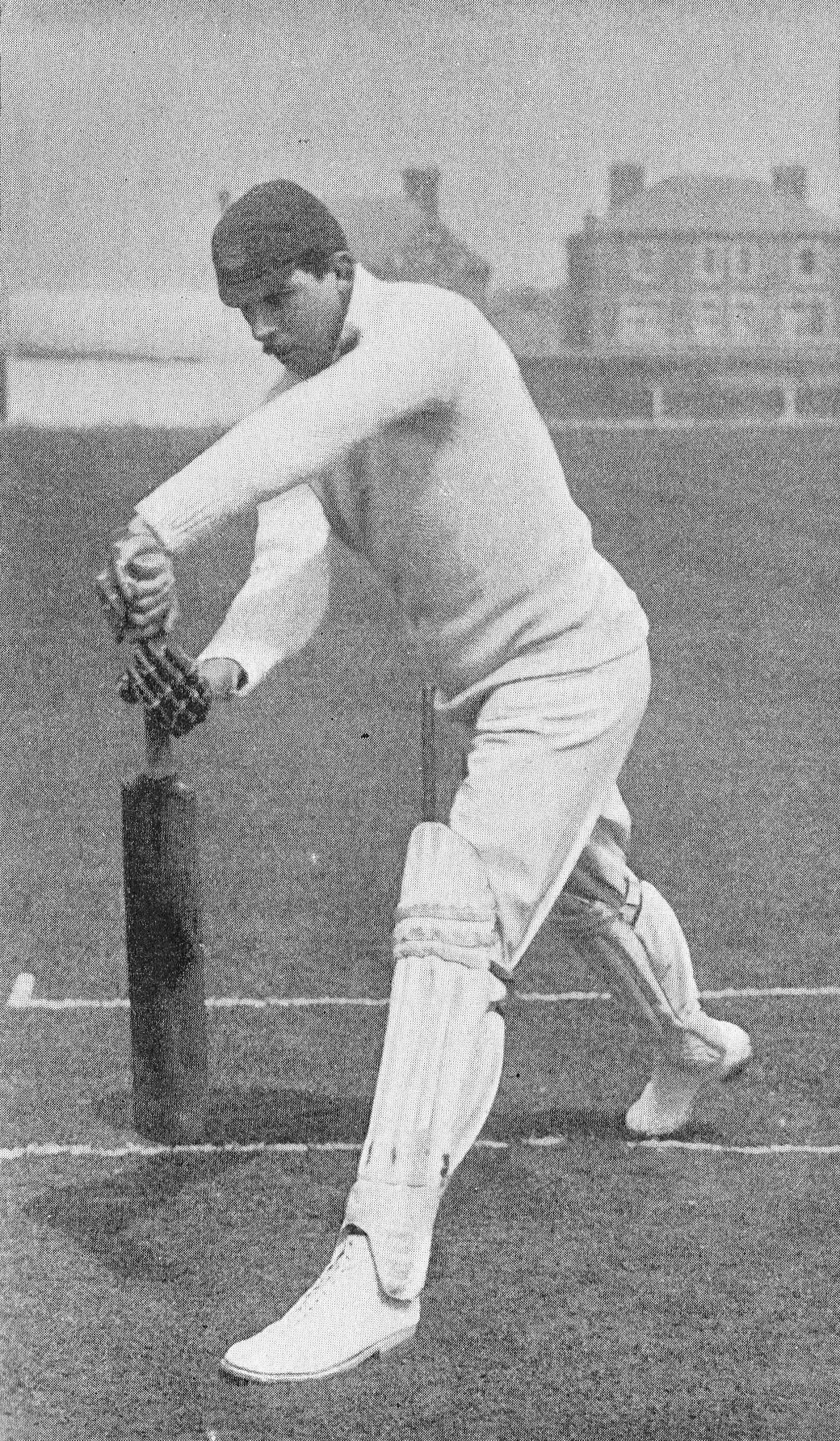
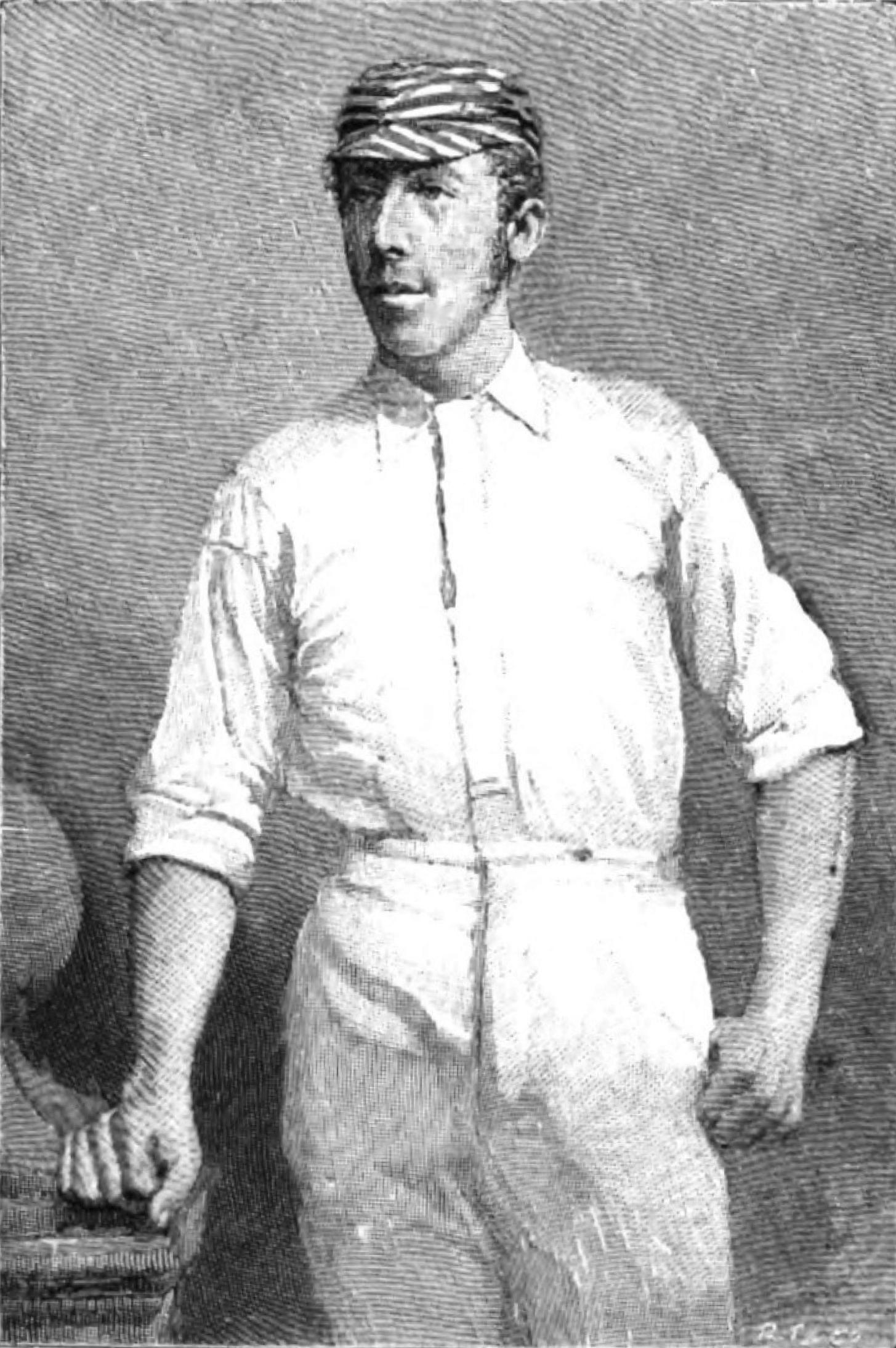
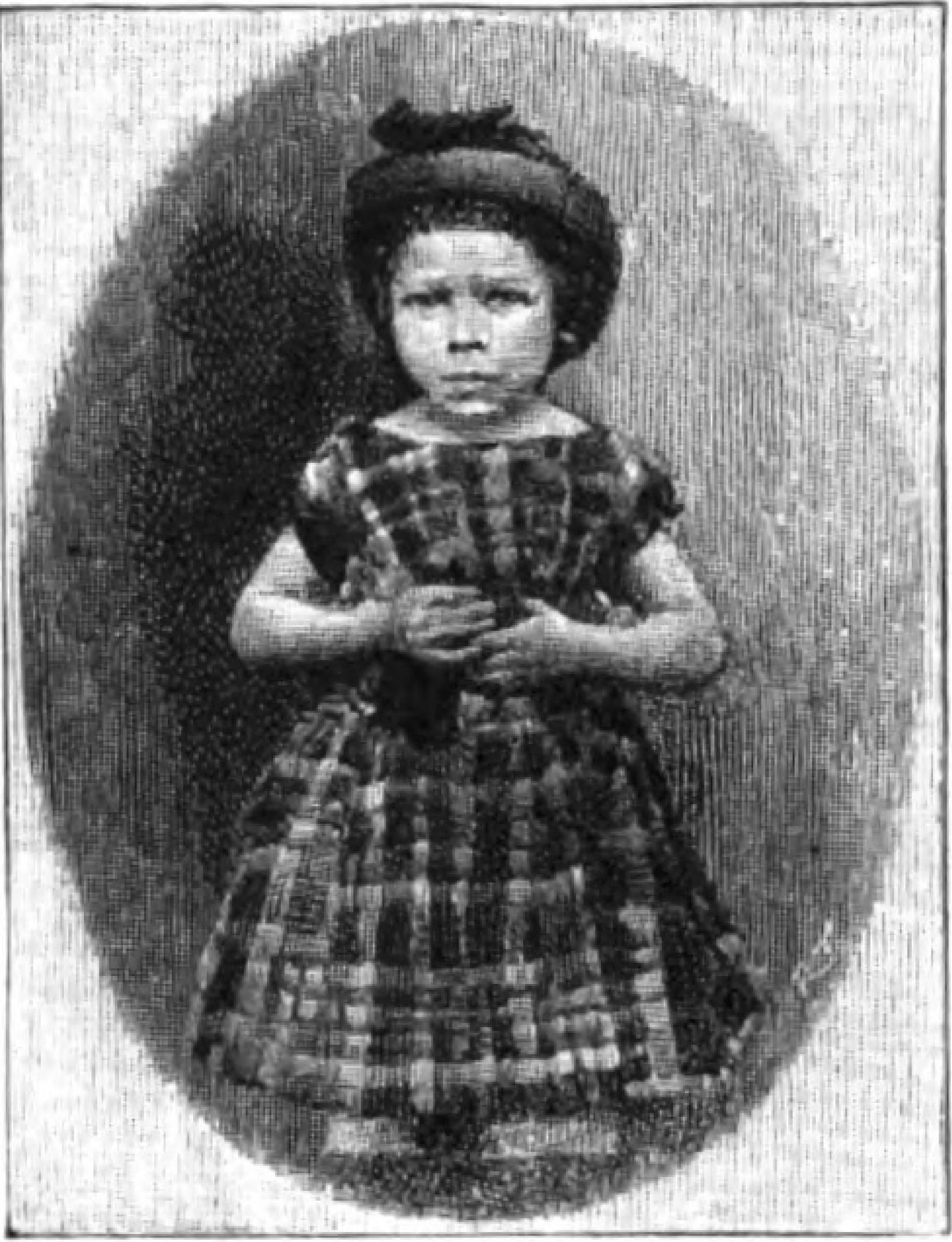
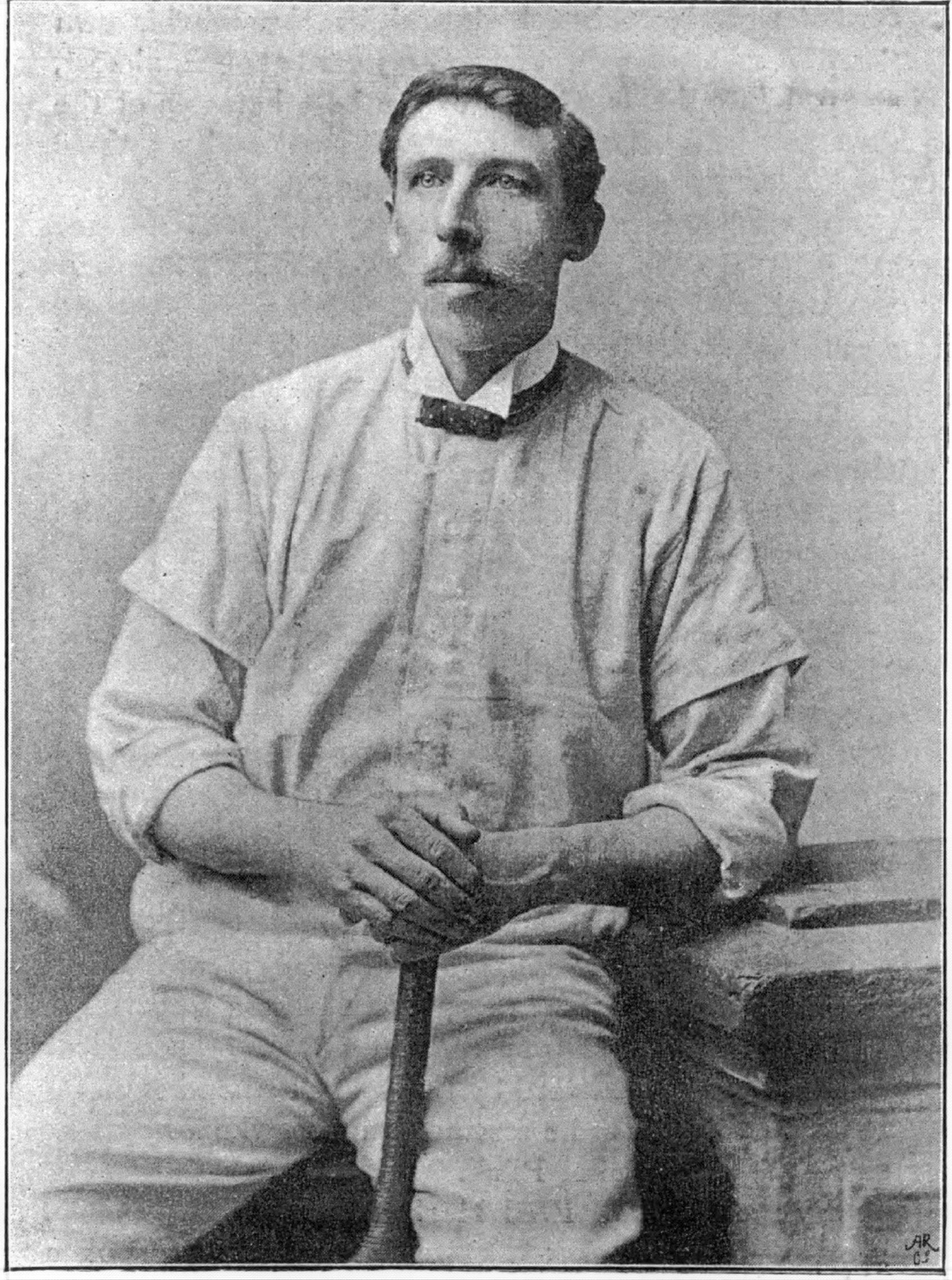

## وصلات خارجية
- ويليام غان على موقع إي آس بي آن كريك إنفو (الإنجليزية)
- ويليام غان على موقع قاعدة بيانات كرة القدم.إي يو (الإنجليزية)
- ويليام غان على موقع ناشيونال فوتبول تيمز (الإنجليزية)